# Jennie Kim
Jennie Kim (koreanisch 김제니 MCR Kim Je-ni; * 16. Januar 1996 in Anyang, Südkorea) ist eine südkoreanische Sängerin, Rapperin, Tänzerin, Songwriterin, Schauspielerin und Model. Sie ist Mitglied der südkoreanischen Girlgroup Blackpink, die 2016 von YG Entertainment gegründet wurde. Als Mitglied von Blackpink erhielt sie am 22. November 2023 die Auszeichnung „Ehrenmitglied des Order of the British Empire“ (englisch Honorary Member of the Order of the British Empire, kurz Honorary MBE) in Anerkennung ihres Engagements gegen den Klimawandel.

## Biografie

### 1996 bis 2011: Frühes Leben und berufliche Anfänge
Jennie Kim wurde 1996 in Cheongdam-dong, Seoul, Südkorea geboren. Im Alter von 9 Jahren war sie mit ihrer Familie auf einem Ausflug in Australien und Neuseeland. Ein Jahr später wurde sie nach Auckland, Neuseeland, zu einer Gastfamilie geschickt, um eine höhere Bildung beim ACG Parnell College zu erreichen und die englische Sprache zu lernen. 2006 erschien sie in der MBC-Dokumentation English, Must Change to Survive und berichtete von ihren Erfahrungen mit der Sprache sowie ihrem Leben in Neuseeland.
In Neuseeland wuchs ihr Interesse an K-Pop, insbesondere an den Künstlern von YG Entertainment. YG ist auf Hip-Hop und R&B spezialisiert und hat von den drei großen Unternehmen in Südkorea den westlichsten Sound. Jennie gefiel dieses eher „dunkle“ Image, weshalb sie von Anfang an bei YG arbeiten wollte. 2010 zog sie zurück nach Südkorea und nahm an einem Vorsingen von YG teil. Sie sang Take a Bow von Rihanna und bestand das Vorsingen, damit wurde sie mit 14 Jahren Trainee des Unternehmens. Der Vertrag lief über sechs Jahre. Dafür musste sie sich gegen die Wünsche ihrer Mutter stellen, die Jennie in die Vereinigten Staaten schicken wollte, damit sie dort ihre schulische Bildung weiterführen und einen Beruf wie Lehrerin oder Anwältin ergreifen sollte. Jennie erhielt dennoch die volle Unterstützung ihrer Familie. Zurück in Südkorea besuchte sie die Chungdam High School.

### 2011–2016: Kollaborationen und Debüt
2011 erklärte Yang Hyun Suk, dass die Vorbereitungen für das Debüt einer neuen Girlgroup namens Blackpink laufen würden. Jennie war eine der Kandidatinnen für diese Girlgroup. Tatsächlich sollte es aber noch fünf Jahre dauern, bis Blackpink bereit waren.
2013 sang sie zusammen mit den Sängern G-Dragon und Seungri die Lieder Black und GG BE und mit der Sängerin Lee Hi das Lied Special. 2013 trat sie im Musikvideo zum Lied That XX von G-Dragon auf.
Die endgültigen Mitglieder von Blackpink wurden am 29. Juni 2016 offiziell angekündigt, worunter sich auch Jennie Kim befand. Seit ihren Debütvorbereitungen mussten die Gruppenmitglieder am Ende jeden Monats Gesangs- und Tanzprüfungen individuell und als Team bestehen. Jennie debütierte am 8. August 2016 zusammen mit Lisa, Jisoo und Rosé mit der Single Square One. Am 1. November 2016 folgte die zweite Single Square Two.

### 2017–2018: Fernseherfolg und Solo-Debüt

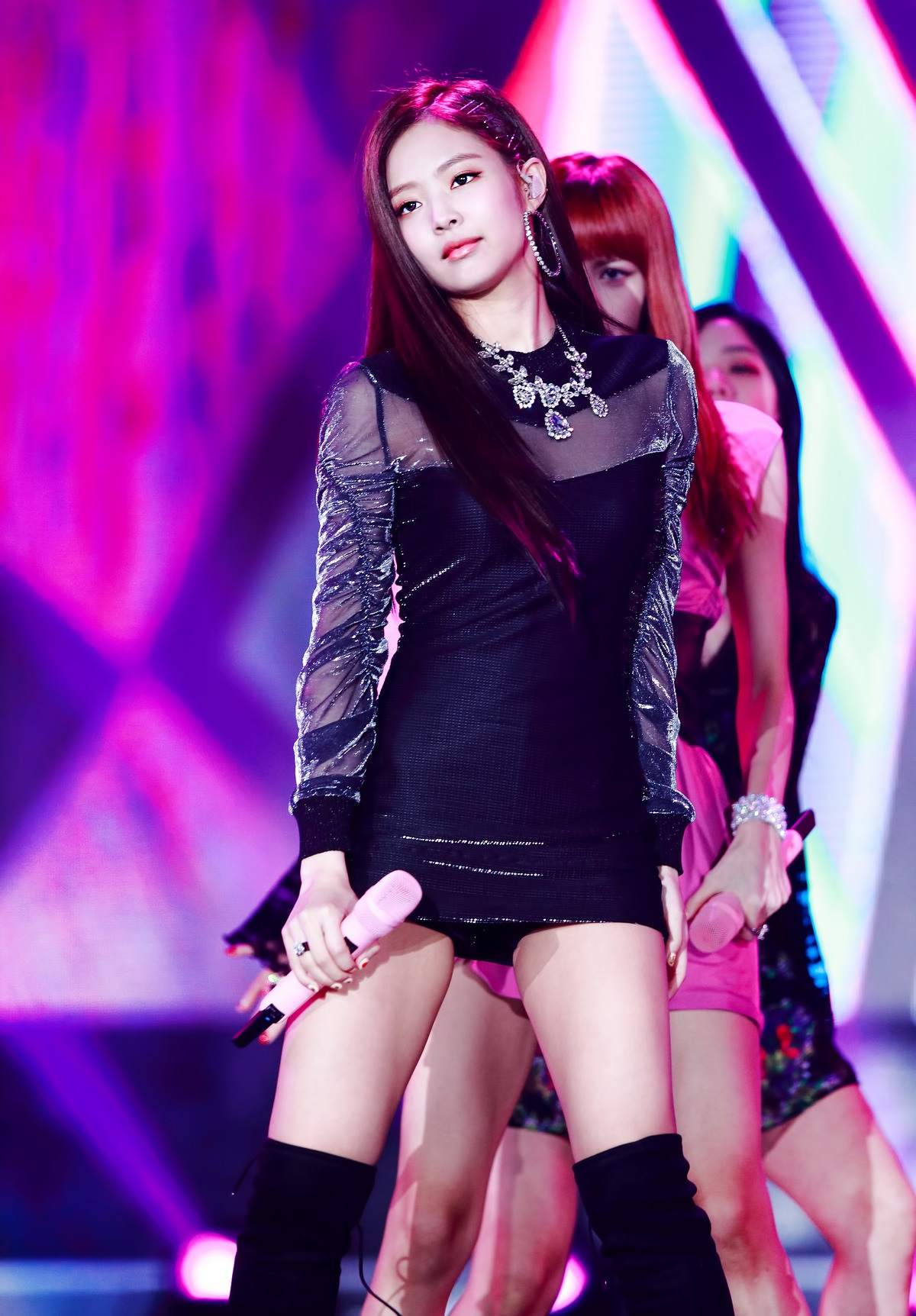
Jennie Kim beim Korea Music Festival (2017)

Am 22. Juni 2017 veröffentlichte Blackpink ihre Single As If It’s Your Last, bevor sie am 20. Juli 2017 ihr erstes Konzert im Nippon Budokan in Tokyo hielten. Anschließend erschien am 30. August 2017 ihre erste EP Blackpink in Japan. Am 28. Oktober 2017 erschien Jennie als Gastjurorin in der Survival-Show MIXNINE, was zu kontroversen Diskussionen führte, da ihre eigentliche Karriere und die der Gruppe erst ein Jahr lief.
Im Januar 2018 war sie auf der Titelseite des Magazins Harper's Bazaar Korea zu sehen. Dort wurde sie als Muse (Werbeträger) von Chanel vorgestellt. Am 6. Januar 2018 wurde die erste Episode der zwölfteiligen Reality-Show Black Pink House ausgestrahlt. Am 28. März 2018 veröffentlichte Blackpink eine Wiederveröffentlichung ihrer EP Blackpink, namens Re: BLACKPINK. Am 15. Juni 2018 folgte ihr erstes Mini-Album namens Square Up, das die Single Ddu-Du Ddu-Du enthält. Ihre erste Tour namens Blackpink Arena Tour 2018 begann am 24. Juli 2018 in Osaka, Japan. Jennie trat sowohl in der Gruppe als auch Solo auf. Bei ihrem Soloauftritt sang sie ein Cover des Liedes Can't Take My Eyes Off Of You von Frankie Valli und The Four Seasons.
Im Juni 2018 wurde Jennie zur Markenbotschafterin von Chanel in Korea und besuchte die Kollektionspremiere von Les Eaux De Chanel, die im Hippodrome de Clairefontaine in Deauville, Frankreich veranstaltet wurde.
Im Juli 2018 war Jennie an erster Stelle in der monatlichen Markenreputation für weibliche südkoreanische Girl-Group-Mitglieder („Individual Girl Group Members Brand Power Ranking“), zusammengestellt von dem Korean Business Research Institute. Sie hatte außerdem lediglich einem Auftritt in der Sendung Running Man. Aufgrund der Aufmerksamkeit, welche sie für die Show erregte wurde sie sofort ein weiteres Mal eingeladen. Durch ihren erfolgreichen Auftritt wurde sie ebenfalls in Yoo Jaesuks Mystery-Thriller-Varieté-Sendung Beautiful Autumn Village, Michuri engagiert. Michuri umfasst sechs Episoden und zeigt die Zusammenarbeit von Komikern, Schauspielern und Sängern, welche 24 Stunden zusammenbleiben müssen, um in einem Dorf Rätsel zu lösen. Am 14. Januar 2019 wurde erklärt, dass sie nicht in der zweiten Staffel erscheinen wird, da sie einen viel zu vollen Terminkalender habe.
Im Oktober 2018 erschien sie in dem Magazin Marie Clarie Korea als Repräsentantin von Chanel. Am 18. Oktober 2018 kündigte YG an, dass die Gruppe an neuen Liedern sowie Solodebüts für alle vier Mitglieder arbeitet. Jennies Song mit dem Titel Solo wurde als erstes während einem Black-Pink-Konzert in Seoul vorgestellt, bevor er am 12. November 2018 veröffentlicht wurde. Die Single erreichte Platz 1 der südkoreanischen Gaon-Charts.

### 2019
Nachdem Jennie die The Chanel in the Snow im Grande Palais am 5. März während der Paris Fashion Week besucht hatte, wurde sie globale Botschafterin von Chanel. Am 14. März wurde sie als Gesicht von Hera vorgestellt, einer Luxusmarke des Kosmetikherstellers AmorePacific Group, als sie die Hera Black-Parfümpremiere eröffnete und moderierte. Am 28. März eröffnete sie die Urbane Capsule Kollektionspremiere von Pharrell Williams und Chanel mit einem Cover von Can't Take My Eyes Off Of You.

## Mode

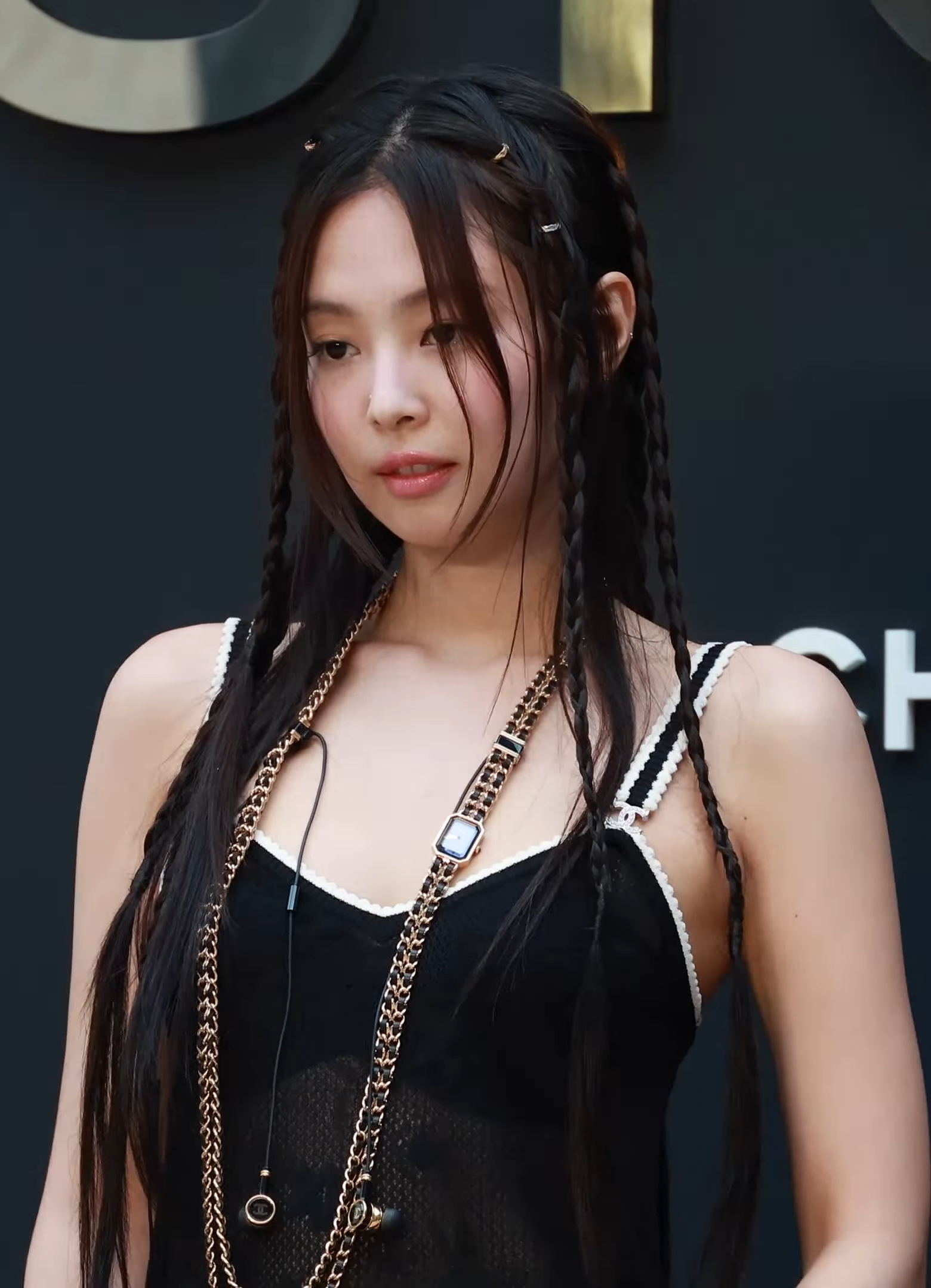
Jennie Kim beim Chanel Coco Crush Pop-up Event (2024)

Südkoreanische Medien bezeichnen Jennie als modischstes Mitglied der Girlgroup. Sie ist oft in teuren Marken wie Gucci, Lanvin, Chanel und Givenchy gekleidet. Aufgrund ihres Modesinns wird sie auch "Female G-Dragon" genannt. Bei einer Umfrage von über 100 K-Pop-Idolen wurde sie nach G-Dragon zum modischsten K-Pop-Idol gewählt. Somit gilt sie in Südkorea als Influencer.
Sie ist eine Haus-Markenbotschafterin und Muse von Chanel. Für Chanel tritt sie weltweit auf. In der Cosmopolitan Korea 2018 August Ausgabe wurde sie zur neuen "Human Chanel" erklärt. Diesen Titel trug zuvor Mischa Barton. Sie besuchte die Paris Fashion Week Show am 2. Oktober 2018 und 5. März 2019 als Chanel-Repräsentantin.
Zudem wurde sie zu Chanel's "Mademoiselle Privé" Exhibition, "Saint Laurent" by Anthony Vaccarello Kollektionspremiere, Le Rouge Chanel (Chanel Red Museum) Pop-up Store, "Les Eaux De Chanel" Parfümpremiere, Prada Cheongdam Flagship Store Event und Chanel's 2017/18 Paris-Hamburg Collection Pop-Up Store Eröffnungsevent eingeladen.
Nachdem Jennie im Solo-Musikvideo und wiederholt danach vier weiße Perlenhaarnadeln an beiden Seiten ihrer Haare getragen hatte, wurde dies zu einem Trend und einem der beliebtesten Accessoires in Südkorea. In koreanischen Geschäften werden solche Haarnadeln mit einem Bild von ihr als „Jennie pins'“ vermarktet.
Der CEO von PopSockets Korea, Lee Namsoo, bedankte sich bei Jennie dafür, dass sie ihre Gänseblümchen-PopSocket stets benutzte, wenn sie ein Selfie machte. Das führte dazu, dass die Firma monatlich sechs Millionen Stück verkaufte und diese Haltetechnik, den Mittel- und Ringfinger zu benutzen, um das PopSocket zu halten, in Korea als "Jennie-Griff" zum Trend wurde.

## Andere Aktivitäten

### Werbeverträge
Jennie ist die erste koreanische Prominente, die ein Solo-Fotoshooting für Boucheron Paris machte, sie unterstützte deren Kollektion, indem sie im Oktober 2017 in der Zeitschrift Heren mit dem Schmuck erschien. Eine Vertreterin des Luxus-Juweliers erklärte, dass ihre Eleganz perfekt zu dem Markenimage passe, nachdem sie gesucht hatten und entschied sich deshalb mit ihr zusammenzuarbeiten.
Im Mai 2018 machte Blackpink Werbung für Sprite. Sprite plante zunächst, bloß Jennie zu verpflichten, aber YG Entertainment bestand darauf, dass die ganze Gruppe an der Werbung beteiligt wurde. Nachdem sie als Markenbotschafter für Sprite ihre Arbeit abgeschlossen hatten, wurde Jennie zum neuen Gesicht von Sprite in Korea, was zuvor AOAs Seolhyun war.
Im Februar 2019 wurde Jennie das neue Gesicht von Hera, einer der führenden Schönheitsmarken in Südkorea.

### Philanthropie
Im Februar 2018 unterstützte Jennie das Wohltätigkeitsprojekt Protect our Family des Cheongdam Woori Animal Hospitals als eine der Hauptunterstützer. Es handelt sich dabei um eine Kampagne zum Schutz von Haustieren, welche als Familie behandelt werden.

## Privates
Jennie Kim spricht fließend Koreanisch, Japanisch und Englisch. Ihr Vater besitzt ein Krankenhaus und ihre Mutter ist Anteilseignerin des Medienunternehmens CJ E&M.
Am 1. Januar 2019 bestätigte SM Entertainment, dass Jennie seit 2018 eine Beziehung mit Exo-Mitglied Kai führt. Am 25. Januar 2019 wurde die Trennung des Paares bekannt gegeben.

## Diskografie

### Studioalben
| Jahr | Titel | Höchstplatzierung, Gesamtwochen, AuszeichnungChartplatzierungen (Jahr, Titel, Platzierungen, Wochen, Auszeichnungen, Anmerkungen) | Höchstplatzierung, Gesamtwochen, AuszeichnungChartplatzierungen (Jahr, Titel, Platzierungen, Wochen, Auszeichnungen, Anmerkungen) | Höchstplatzierung, Gesamtwochen, AuszeichnungChartplatzierungen (Jahr, Titel, Platzierungen, Wochen, Auszeichnungen, Anmerkungen) | Höchstplatzierung, Gesamtwochen, AuszeichnungChartplatzierungen (Jahr, Titel, Platzierungen, Wochen, Auszeichnungen, Anmerkungen) | Höchstplatzierung, Gesamtwochen, AuszeichnungChartplatzierungen (Jahr, Titel, Platzierungen, Wochen, Auszeichnungen, Anmerkungen) | Höchstplatzierung, Gesamtwochen, AuszeichnungChartplatzierungen (Jahr, Titel, Platzierungen, Wochen, Auszeichnungen, Anmerkungen) | Anmerkungen                        |
| Jahr | Titel | KR | DE | AT | CH | UK | US | Anmerkungen                        |
| ---- | ----- | --- | --- | --- | --- | --- | --- | ---------------------------------- |
| 2025 | Ruby  | KR2 ×3Dreifachplatin · (… Wo.)KR                                                                                                  | DE6 (10 Wo.)DE | AT3 (6 Wo.)AT | CH9 (… Wo.)CH | UK3 (… Wo.)UK | US7 (10 Wo.)US | Erstveröffentlichung: 7. März 2025 |

### Single-Alben
| Jahr | Titel | Höchstplatzierung, Gesamtwochen, AuszeichnungChartplatzierungen (Jahr, Titel, Platzierungen, Wochen, Auszeichnungen, Anmerkungen) | Höchstplatzierung, Gesamtwochen, AuszeichnungChartplatzierungen (Jahr, Titel, Platzierungen, Wochen, Auszeichnungen, Anmerkungen) | Höchstplatzierung, Gesamtwochen, AuszeichnungChartplatzierungen (Jahr, Titel, Platzierungen, Wochen, Auszeichnungen, Anmerkungen) | Höchstplatzierung, Gesamtwochen, AuszeichnungChartplatzierungen (Jahr, Titel, Platzierungen, Wochen, Auszeichnungen, Anmerkungen) | Höchstplatzierung, Gesamtwochen, AuszeichnungChartplatzierungen (Jahr, Titel, Platzierungen, Wochen, Auszeichnungen, Anmerkungen) | Höchstplatzierung, Gesamtwochen, AuszeichnungChartplatzierungen (Jahr, Titel, Platzierungen, Wochen, Auszeichnungen, Anmerkungen) | Anmerkungen                             |
| Jahr | Titel | KR | DE | AT | CH | UK | US | Anmerkungen                             |
| ---- | ----- | --- | --- | --- | --- | --- | --- | --------------------------------------- |
| 2018 | Solo  | KR2 Platin · (186 Wo.)KR | — | — | — | — | — | Erstveröffentlichung: 12. November 2018 |

### Singles
| Jahr | Titel Album        | Höchstplatzierung, Gesamtwochen, AuszeichnungChartplatzierungen (Jahr, Titel, Album, Platzierungen, Wochen, Auszeichnungen, Anmerkungen) | Höchstplatzierung, Gesamtwochen, AuszeichnungChartplatzierungen (Jahr, Titel, Album, Platzierungen, Wochen, Auszeichnungen, Anmerkungen) | Höchstplatzierung, Gesamtwochen, AuszeichnungChartplatzierungen (Jahr, Titel, Album, Platzierungen, Wochen, Auszeichnungen, Anmerkungen) | Höchstplatzierung, Gesamtwochen, AuszeichnungChartplatzierungen (Jahr, Titel, Album, Platzierungen, Wochen, Auszeichnungen, Anmerkungen) | Höchstplatzierung, Gesamtwochen, AuszeichnungChartplatzierungen (Jahr, Titel, Album, Platzierungen, Wochen, Auszeichnungen, Anmerkungen) | Höchstplatzierung, Gesamtwochen, AuszeichnungChartplatzierungen (Jahr, Titel, Album, Platzierungen, Wochen, Auszeichnungen, Anmerkungen) | Anmerkungen                                              |
| Jahr | Titel Album        | KR | UK | DE | AT | CH | US | Anmerkungen                                              |
| ---- | ------------------ | --- | --- | --- | --- | --- | --- | -------------------------------------------------------- |
| 2018 | Solo               | KR1 Platin (Download) + Platin (Streaming) · (33 Wo.)KR                                                                                  | — | — | — | — | — |                                                          |
| 2023 | You & Me –         | KR4 (38 Wo.)KR | UK39 (1 Wo.)UK | DE— aDE | — | — | — | Erstveröffentlichung: 6. Oktober 2023                    |
| 2024 | Mantra Ruby        | KR3 (… Wo.)KR | UK37 (5 Wo.)UK | — | — | — | US98 (2 Wo.)US | Erstveröffentlichung: 10. Oktober 2024                   |
| 2025 | Love Hangover Ruby | KR35 (9 Wo.)KR | UK64 (1 Wo.)UK | — | — | — | US96 (1 Wo.)US | Erstveröffentlichung: 31. Januar 2025 feat. Dominic Fike |
| 2025 | ExtraL Ruby        | KR42 (9 Wo.)KR | UK37 (4 Wo.)UK | — | — | — | US75 (2 Wo.)US | Erstveröffentlichung: 21. Februar 2025 feat. Doechii     |
| 2025 | Like Jennie Ruby   | KR1 (… Wo.)KR | UK36 (11 Wo.)UK | DE71 (5 Wo.)DE | AT72 (2 Wo.)AT | CH61 (6 Wo.)CH | US83 (3 Wo.)US | Erstveröffentlichung: 11. April 2025                     |
| 2025 | Handlebars Ruby    | KR68 (2 Wo.)KR | UK41 (3 Wo.)UK | — | — | — | US80 (1 Wo.)US | Erstveröffentlichung: 6. März 2025 feat. Dua Lipa        |

### Gastbeiträge
| Jahr | Titel Album                                                              | Höchstplatzierung, Gesamtwochen, AuszeichnungChartplatzierungen (Jahr, Titel, Album, Platzierungen, Wochen, Auszeichnungen, Anmerkungen) | Höchstplatzierung, Gesamtwochen, AuszeichnungChartplatzierungen (Jahr, Titel, Album, Platzierungen, Wochen, Auszeichnungen, Anmerkungen) | Höchstplatzierung, Gesamtwochen, AuszeichnungChartplatzierungen (Jahr, Titel, Album, Platzierungen, Wochen, Auszeichnungen, Anmerkungen) | Höchstplatzierung, Gesamtwochen, AuszeichnungChartplatzierungen (Jahr, Titel, Album, Platzierungen, Wochen, Auszeichnungen, Anmerkungen) | Höchstplatzierung, Gesamtwochen, AuszeichnungChartplatzierungen (Jahr, Titel, Album, Platzierungen, Wochen, Auszeichnungen, Anmerkungen) | Höchstplatzierung, Gesamtwochen, AuszeichnungChartplatzierungen (Jahr, Titel, Album, Platzierungen, Wochen, Auszeichnungen, Anmerkungen) | Anmerkungen                                                                     |
| Jahr | Titel Album                                                              | KR | UK | DE | AT | CH | US | Anmerkungen                                                                     |
| ---- | ------------------------------------------------------------------------ | --- | --- | --- | --- | --- | --- | ------------------------------------------------------------------------------- |
| 2013 | Black Coup d’etat                                                        | KR2 (11 Wo.)KR | — | — | — | — | — | G-Dragon feat. Jennie                                                           |
| 2013 | GG Be Let’s Talk About Us                                                | KR18 (5 Wo.)KR | — | — | — | — | — | Seungri feat. Jennie                                                            |
| 2013 | Special First Love                                                       | KR21 (4 Wo.)KR | — | — | — | — | — | Lee Hi feat. Jennie                                                             |
| 2023 | One of the Girls The Idol Episode 4 (Music from the HBO Original Series) | — | UK21 Platin · (17 Wo.)UK | DE53 (11 Wo.)DE | AT68 (2 Wo.)AT | CH45 (10 Wo.)CH | US51 Platin · (20 Wo.)US | Erstveröffentlichung: 8. Dezember 2023 The Weeknd feat. Jennie & Lily-Rose Depp |

Weitere Gastbeiträge
- 2024: Spot! (Zico feat. Jennie)

## Auszeichnungen für Musikverkäufe
| Goldene Schallplatte - Australien - 2024: für die Single One of the Girls - Dänemark - 2024: für die Single One of the Girls - Italien - 2024: für die Single One of the Girls - Kanada - 2025: für die Single Mantra - 2025: für die Single Like Jennie - Neuseeland - 2024: für die Single One of the Girls - Portugal - 2025: für die Single Like Jennie - Spanien - 2024: für die Single One of the Girls - Ungarn - 2025: für die Single Like Jennie Platin-Schallplatte - Brasilien - 2024: für die Single You & Me - Frankreich - 2025: für die Single One of the Girls | 2× Platin-Schallplatte - Polen - 2024: für die Single One of the Girls 3× Platin-Schallplatte - Brasilien - 2024: für die Single Solo - Griechenland - 2025: für die Single One of the Girls - Portugal - 2025: für die Single One of the Girls - Zentralamerika - 2025: für die Single One of the Girls 4× Diamantene Schallplatte - Brasilien - 2025: für die Single One of the Girls |

Anmerkung: Auszeichnungen in Ländern aus den Charttabellen bzw. Chartboxen sind in ebendiesen zu finden.
| Land/RegionAuszeichnungen für Musikverkäufe (Land/Region, Auszeichnungen, Verkäufe, Quellen) | Gold     | Platin       | Diamant     | Verkäufe  | Quellen                   |
| -------------------------------------------------------------------------------------------- | -------- | ------------ | ----------- | --------- | ------------------------- |
| Australien (ARIA)                                                                            | Gold1    | —            | —           | 35.000    | aria.com.au               |
| Brasilien (PMB)                                                                              | —        | 4× Platin4   | 4× Diamant4 | 800.000   | pro-musicabr.org.br       |
| Dänemark (IFPI)                                                                              | Gold1    | —            | —           | 45.000    | ifpi.dk                   |
| Frankreich (SNEP)                                                                            | —        | Platin1      | —           | 200.000   | snepmusique.com           |
| Griechenland (IFPI)                                                                          | —        | 3× Platin3   | —           | 60.000    | Einzelnachweise           |
| Italien (FIMI)                                                                               | Gold1    | —            | —           | 50.000    | fimi.it                   |
| Kanada (MC)                                                                                  | 2× Gold2 | —            | —           | 80.000    | musiccanada.com           |
| Neuseeland (RMNZ)                                                                            | Gold1    | —            | —           | 15.000    | aotearoamusiccharts.co.nz |
| Polen (ZPAV)                                                                                 | —        | 2× Platin2   | —           | 100.000   | olis.pl                   |
| Portugal (AFP)                                                                               | Gold1    | 3× Platin3   | —           | 35.000    | Einzelnachweise           |
| Spanien (Promusicae)                                                                         | Gold1    | —            | —           | 30.000    | elportaldemusica.es       |
| Südkorea (KMCA)                                                                              | —        | 6× Platin6   | —           | 1.250.000 | circlechart.kr            |
| Ungarn (MAHASZ)                                                                              | Gold1    | —            | —           | 2.000     | slagerlistak.hu           |
| Vereinigte Staaten (RIAA)                                                                    | —        | Platin1      | —           | 1.000.000 | riaa.com                  |
| Vereinigtes Königreich (BPI)                                                                 | —        | Platin1      | —           | 600.000   | bpi.co.uk                 |
| Zentralamerika (CFC)                                                                         | —        | 3× Platin3   | —           | 210.000   | cfc-musica.com            |
| Insgesamt                                                                                    | 9× Gold9 | 24× Platin24 | 4× Diamant4 |           |                           |

## Filmografie

### Fernsehserien
- ab 2023: The Idol

### Musikvideos
- 2013: G-Dragon – That XX (Musikvideo)[13][14]

### Fernsehshows
| Jahr | Titel                             | Sender | Rolle                  | Anmerkung            | Ref.        |
| ---- | --------------------------------- | ------ | ---------------------- | -------------------- | ----------- |
| 2006 | English, Must Change to Survive   | MBC    | Sie selbst             | Spezialdokumentation | [ 5 ] [ 6 ] |
| 2017 | MIXNINE                           | JTBC   | Gastjurorin            | Episode 4            | [ 67 ]      |
| 2018 | Running Man                       | SBS    | Sie selbst (mit Jisoo) | Episode 409          | [ 68 ]      |
| 2018 | Running Man                       | SBS    | Sie selbst             | Episode 413          | [ 69 ]      |
| 2018 | Beautiful Autumn Village, Michuri | SBS    | Sie selbst             | Episode 1–6          | [ 32 ]      |

## Auszeichnungen
Weekly Idol Awards
| Jahr | Kategorie    | Für        | Ergebnis  | Quelle |
| ---- | ------------ | ---------- | --------- | ------ |
| 2017 | Bestes Aegyo | Jennie Kim | Nominiert | [ 70 ] |

Instagram Awards
| Jahr | Kategorie                         | Für        | Ergebnis | Quelle |
| ---- | --------------------------------- | ---------- | -------- | ------ |
| 2018 | meist geliebter Instagram-Account | Jennie Kim | Gewonnen | [ 71 ] |

SBS Variety Awards
| Jahr | Kategorie                 | Für        | Ergebnis  | Quelle |
| ---- | ------------------------- | ---------- | --------- | ------ |
| 2018 | Variety-Rookie des Jahres | Jennie Kim | Nominiert | [ 72 ] |
| 2018 | Hingucker                 | Jennie Kim | Nominiert | [ 72 ] |

Golden Disc Awards
| Jahr | Kategorie                     | Für  | Ergebnis | Quelle |
| ---- | ----------------------------- | ---- | -------- | ------ |
| 2020 | Digital Song Division Bonsang | Solo | Gewonnen | [ 73 ] |

Musik-Show Siege
| Jahr | Datum        | Titel |
| ---- | ------------ | ----- |
| 2018 | 25. November | Solo  |
| 2018 | 2. Dezember  | Solo  |
| 2018 | 16. Dezember | Solo  |